# ارنست کوسارت
ارنست کوسارت (انگلیسی: Ernest Cossart؛ ۲۴ سپتامبر ۱۸۷۶ – ۲۱ ژانویهٔ ۱۹۵۱) یک هنرپیشه اهل بریتانیا بود.
از فیلم‌ها یا برنامه‌های تلویزیونی که وی در آن نقش داشته است می‌توان به زیگفلد کبیر، فرشته، یک پا در بهشت، برج لندن، داستان جولسون، سه دختر زرنگ، کیتی فویل، ردیف پادشاهان، نامه‌های عاشقانه، چکاوک، پالم اسپرینگز و به دلت بد نیار اشاره کرد.